# Franz Otto von Pirch
Franz Otto von Pirch (né le 16 février 1733 au manoir de Klein-Nossin et mort le 16 août 1813 à Stargard) est un général d'infanterie prussien.

## Biographie

### Origine
Franz Otto est issu de l'ancienne famille noble de Poméranie von Pirch. Ses parents sont le capitaine polono-saxon et seigneur de Klein Nossin, Podel et Daber, Georg Ernst von Pirch (1695-1765) et son épouse Dorothea Elisabeth Luise, née von Somnitz (de) (1701-1781) de la branche de Beversdorf. Il a douze frères et sœurs, dont les deux généraux prussiens George Lorenz von Pirch (de) (1730-1797) et Nikolaus Heinrich von Pirch (de) (1736-1808) ainsi que le colonel français Johann Ernst von Pirch (de) (1744-1783),.

### Carrière militaire
Pirch grandit dans la maison de son oncle, le lieutenant-général électoral saxon Michael Lorenz von Pirch (de), et étudie au lycée de Dresde. En 1747, il rejoint le régiment d'infanterie électoral saxon « Prince-Antoine » en tant que cadet. Au début de la guerre de Sept Ans, il est capturé par les Prussiens près de Pirna le 15 octobre 1756 et, comme tous les 18 500 autres soldats saxons, enrôlé dans l'armée prussienne.
Ici, Pirch est employé comme premier lieutenant avec un brevet du 25 octobre 1756 et affecté au régiment « von Manstein » (de), formé de Saxons capturés. Au début de 1757, il sert dans le bataillon de recrues du régiment d'infanterie « von Bevern » et le 2 septembre 1757, il devient capitaine du bataillon de grenadiers « von Ingersleben ». Alors que la guerre se poursuit, Pirch combat à Reichenbach, Prague et lors du siège de Neisse.
En 1770, il devient major dans le régiment d'infanterie "de Hesse-Cassel" et participe avec Frédéric II aux campagnes de Bohême, de Poméranie et de Saxe ainsi qu'à la campagne de Hollande de 1787. Pour ses services, Pirch reçoit l'Ordre Pour le Mérite à la Revue en 1774. Le 25 mai 1781, il devient lieutenant-colonel et le 7 juin 1782, il devient colonel. En 1786, il est élevé à la noblesse.
Le 20 mai 1789, il est promu général de division et est chef du 44e régiment d'infanterie « von Gaudi » à Wesel de 1789 à 1791, du 8e régiment d'infanterie « von Scholten (de) » de 1791 à 1795 et chef du 22e régiment d'infanterie « von Klinckowström (de) » de 1795 à 1806
Lors de la guerre de la première coalition contre la France en 1792/97, Pirch dirige l'avant-garde de l'armée prussienne sous le commandement du duc de Brunswick Frédéric-Guillaume de l'autre côté du Rhin le 30 janvier 1793. Il couvre ensuite la retraite des troupes prussiennes à la bataille de Morlautern le 18/19 novembre 1793 et reçoit pour cet acte l'Ordre de l'Aigle rouge de 1re classe le 7 décembre 1793. Le 23 mai 1795, il combat à la bataille de Kaiserslautern.
Après la paix de Bâle (1795), il est lieutenant général général et inspecteur général de l'infanterie de Poméranie jusqu'en 1805. Le 28 mai 1800, Frédéric-Guillaume III le nomme chevalier de l'Ordre de l'Aigle noir. En 1805, il transfère son corps en Thuringe et devient chef du corps principal de l'armée du duc de Brunswick. Comme il n'est plus en mesure de faire face aux tensions de la guerre, il est libéré du service militaire après la conclusion de la paix et nommé gouverneur de Colberg avec un salaire de 3 000 thalers. Il vit à Stargard jusqu'à sa mort en 1813.

### Famille
Pirch se marie avec Charlotte Friederike (née le 3 août 1740 et mort le 8 janvier 1781 à Wesel) à Magdebourg en 1762, fille du directeur de la chambre de guerre et de domaine de Poméranie (de) Christian Ludwig von Winckelmann et de son épouse Maria Hille. Après sa mort, Pirch se marie le 31 janvier 1785 avec Eléonore Henriette, comtesse divorcée von Schwerin (née le 7 septembre 1744 à Barten, arrondissement de Rastenburg (de) et mort le 30 juillet 1806 à Stargard), fille du conseiller de guerre prussien Daniel Friedrich Hindersin (de), maire de Dantzig et directeur de la police de Königsberg. Les enfants suivants sont issus des deux mariages :
- Georg Dubislav Ludwig (1763-1838), lieutenant général prussien et chevalier de l'ordre Pour le Mérite aux feuilles de chêne
- Otto Karl Lorenz (1765-1824), lieutenant général prussien et chevalier de l'ordre Pour le Mérite aux feuilles de chêne
- Ernst Friedrich (né en 1766), capitaine d'état-major prussien et chevalier de Pour le Mérite
- Christoph Wilhelm Rüdiger (de) (1767-1846), général de division prussien
- Hans Nikolaus Gützlaff (1768-1825), colonel prussien et commandant de Sarrelouis
- Karl Wilhelm Gottlob (1777-1846), capitaine prussien
- Franz Heinrich Gneomar (1785-1813), premier lieutenant prussien
- Charlotte Friederike Philippine (née en 1786) mariée avec Ernst Alexander von Unruh